# Haanina macassariensis
Haanina macassariensis är en kackerlacksart som först beskrevs av Haan 1842.  Haanina macassariensis ingår i släktet Haanina och familjen jättekackerlackor. Inga underarter finns listade i Catalogue of Life.